# Ивано-Франковско-Галицкая епархия ПЦУ
Ивано-Франковско-Галицкая епархия (укр. Івано-Франківсько-Галицька єпархія) — епархия Православной церкви Украины, объединяющая приходы ПЦУ на севере Ивано-Франковской области. По состоянию на 2012 год насчитывала 175 приходов, объединённых в 11 благочиний, действует Ивано-Франковский богословский институт.

## Управляющие епархией
- Андрей (Абрамчук) (7 апреля 1990 — 19 октября 1995)
- Владимир (Ладыка) (30 августа 1996 — 23 февраля 1997)
- Владимир (Полищук) (23 февраля 1997 — 28 октября 1997)
- Иоасаф (Василикив) (с 28 октября 1997)